# Bleu d'Auvergne
De bleu d'Auvergne is een relatief jonge blauwschimmelkaas, ontwikkeld in het midden van de 19e eeuw. De kaas komt uit Auvergne, oorspronkelijk uit de streek op zo'n 40 kilometer ten westen van Clermont-Ferrand.
De kaas is afkomstig van de koeien die grazen in de streek in het zuiden van het departement Puy-de-Dôme en het noorden van Cantal. De koeien profiteren van het rijke groen op de hellingen van de oude vulkanen daar, van de grond rijk aan fosfaat, kali en magnesium.
De bleu d'Auvergne is sinds 1975 een van de 44 Franse kazen met een beschermde oorsprongsbenaming.

## Bereiding
De bleu d'Auvergne wordt van koemelk gemaakt.
In de rauwe of gepasteuriseerde melk wordt de schimmel penicillium roqueforti toegevoegd die later de blauwe kleur veroorzaakt. De melk wordt onder lichte druk gestremd, de ontstane wrongel wordt gesneden. In de volgende stap, het mengen met een beperkte flora van gekweekte micro-organismen, krijgt de kaas een korrelige structuur. De korrels ontwikkelen een klein beschermlaagje, waardoor het schimmelproces bevorderd wordt.
De wei wordt afgegoten en de wrongel in een vorm gedaan. De vormen worden meermaals gekeerd om de wei goed weg te laten lopen. Het proces van afgieten duurt twee dagen. De volgende stap is het handmatig zouten. De kaas wordt uit de vorm gehaald en eerst aan de bovenkant en onderkant gezouten, waardoor het zout geleidelijk de kaas kan binnendringen. De volgende dag wordt de zijkant van de kaas gezouten. Dan volgt het prikken van de kaas. Met een aantal naalden worden gaten in de kaas geprikt, die de schimmel van de lucht moeten voorzien die zij nodig heeft om zich te kunnen ontwikkelen.
In grotten rijpt de kaas verder, bij een temperatuur van 7-9° Celsius, bij een hoge vochtigheidsgraad. Het rijpingsproces duurt minimaal 4 weken.
Als laatste stap van de bereiding wordt de kaas gekeurd. Een proever controleert of de kaas voldoet aan de normen. Voldoet de kaas, dan wordt die in aluminiumfolie verpakt. Op de verpakking staan de naam van de Bleu d'Auvergne en het zegel van de INAO.

## De schimmel
Het verhaal gaat dat de schimmelkaas ontdekt is door een boer die beschimmeld roggebrood had liggen naast de kaas die hij maakte. Na wat experimenten bleek er een zeer goed smakende kaas uit te komen. Van de eigenschap dat de betreffende schimmel goed groeide op roggebrood is lang gebruikgemaakt. De entstof voor de kaas werd gemaakt uit de gedroogde gemalen resten van roggebroden die in speciale grotten gebruikt werden voor het kweken van de schimmel.
De schimmel die tegenwoordig voor het kaasmaken gebruikt wordt, is een penicillium roqueforti stam. De schimmel wordt speciaal voor het kaasmaken gekweekt, en sinds de kaas in 1975 het AOC-keur kreeg, wordt zowel de productie van de kaas als de productie van de schimmel gecontroleerd.

## Korte geschiedenis

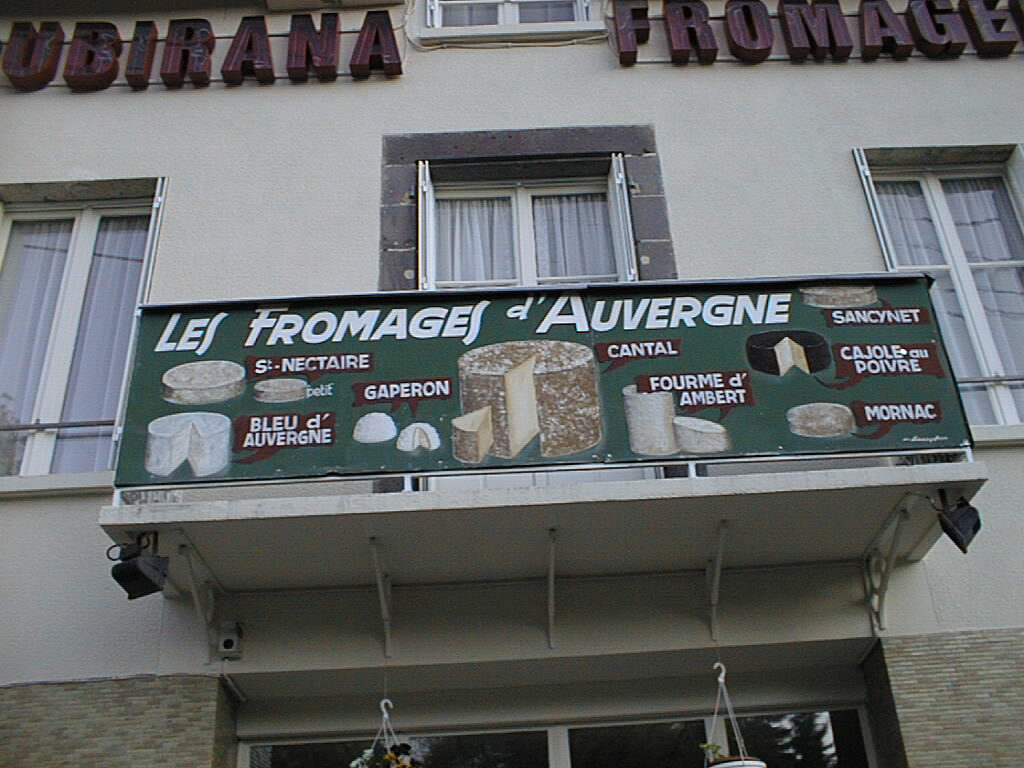
Fromages d'Auvergne

De bleu d'Auvergne werd in 1854 ontwikkeld door Antoine Roussel. Doordat de kaas een hogere toegevoegde waarde had dan de gewone kazen, verbreidde de productie van de kaas zich. Voor de standaard kaas van de streek, de fourme de Cantal was al gauw de melk nodig van 18-20 koeien. Voor de kleine boeren in de streek was dat geen optie, die hadden nu met de bleu d'Auvergne een alternatief.
In 1891 kwam er in Cheylade in Sartre een eerste melkfabriek voor de bleu d'Auvergne. In 25 jaar breidde dat aantal zich uit tot 20, maar het merendeel van de kazen wordt toch nog bij de boeren gemaakt en via handelaren op de markt gebracht. De crisis van de jaren dertig maakte dat meer boeren hun melk aan de melkfabrieken leverden, waardoor het productieproces beter beheerst werd.
In de jaren zeventig verenigden de melkfabrieken zich, en in 1975 werd "bleu d'Auvergne" door de INAO tot Appellation d'origine contrôlée (AOC) gemaakt. Tegenwoordig is er nog een zestal melkfabrieken actief die de bleu d'Auvergne produceren.

## Toepassing
Bleu d'Auvergne wordt veel toegepast in dressings voor salades van onder andere witlof, en in combinatie met noten en rauwe champignons. De kaas kan verwerkt worden in een warme saus voor pasta's. Wordt ook gebruikt voor een kaasplankje.